# Lymantria caliginosa
Lymantria caliginosa är en fjärilsart som beskrevs av Collenette 1933. Lymantria caliginosa ingår i släktet Lymantria och familjen tofsspinnare. Inga underarter finns listade i Catalogue of Life.